# Nicole Pani
Nicole Pani (geb. Montandon; * 30. Oktober 1948 in Suresnes) ist eine ehemalige französische Sprinterin.
1966 wurde sie bei den Europameisterschaften in Budapest Achte in der 4-mal-100-Meter-Staffel und erreichte über 100 Meter das Halbfinale. Bei den Europäischen Juniorenspielen in Odessa gewann sie Silber über 200 Meter.
Bei den Olympischen Spielen 1968 in Mexiko-Stadt wurde sie Fünfte über 200 Meter und Achte in der 4-mal-100-Meter-Staffel. Im Jahr darauf wurde sie bei den Europameisterschaften in Athen Vierte in der 4-mal-100-Meter-Staffel.
1971 folgte einem siebten Platz in der 4-mal-100-Meter-Staffel bei den Europameisterschaften in Helsinki eine Silbermedaille über 100 Meter bei den Mittelmeerspielen.
Bei den Halleneuropameisterschaften 1972 in Grenoble gewann sie Silber in der 4-mal-180-Meter-Staffel, und bei den Europameisterschaften 1974 in Rom wurde sie Fünfte in der 4-mal-100-Meter-Staffel.
1968 wurde sie Französische Meisterin über 200 Meter.
Sie ist mit dem Weitspringer Jack Pani verheiratet.

## Persönliche Bestzeiten
- 100 m: 11,82 s, 1975
- 200 m: 23,02 s, 17. Oktober 1968, Mexiko-Stadt